# قرار مجلس الأمن التابع للأمم المتحدة رقم 1515
قرار مجلس الأمن التابع للأمم المتحدة رقم 1515، الذي اعتمد بالإجماع في 19 نوفمبر 2003، بعد أن أشار إلى جميع القرارات السابقة المتعلقة بالحالة في الشرق الأوسط، ولا سيما القرارات 242 (1967)، و338 (1973)، و1397 (2002)، ومبادئ مدريد، أيد المجلس خريطة الطريق للسلام التي اقترحتها المجموعة الرباعية المعنية بالشرق الأوسط في محاولة لحل النزاع الإسرائيلي-الفلسطيني. القرار الذي اقترحته روسيا، ينص على قيام دولة فلسطينية بحلول عام 2005 مقابل ضمانات أمنية لإسرائيل.
وأعرب مجلس الأمن عن قلقه إزاء استمرار العنف في الشرق الأوسط، وكرر مطالبته بوضع حد لأعمال القتال وجميع أعمال الإرهاب والاستفزاز والتحريض والتدمير. ارتأى أن هناك حلا تعيش فيه إسرائيل وفلسطين جنبا إلى جنب داخل حدود معترف بها وحلول للأوضاع الإسرائيلية–اللبنانية والإسرائيلية–السورية.
وفي معرض ترحيبه بالجهود الدبلوماسية الدولية، دعا القرار جميع الأطراف إلى الوفاء بالتزاماتها بموجب خريطة الطريق التي تعمل بالتعاون مع المجموعة الرباعية من أجل التوصل إلى حل الدولتين.

## وصلات خارجية
- نص القرار في undocs.org